# 근대미술관 (스톡홀름)

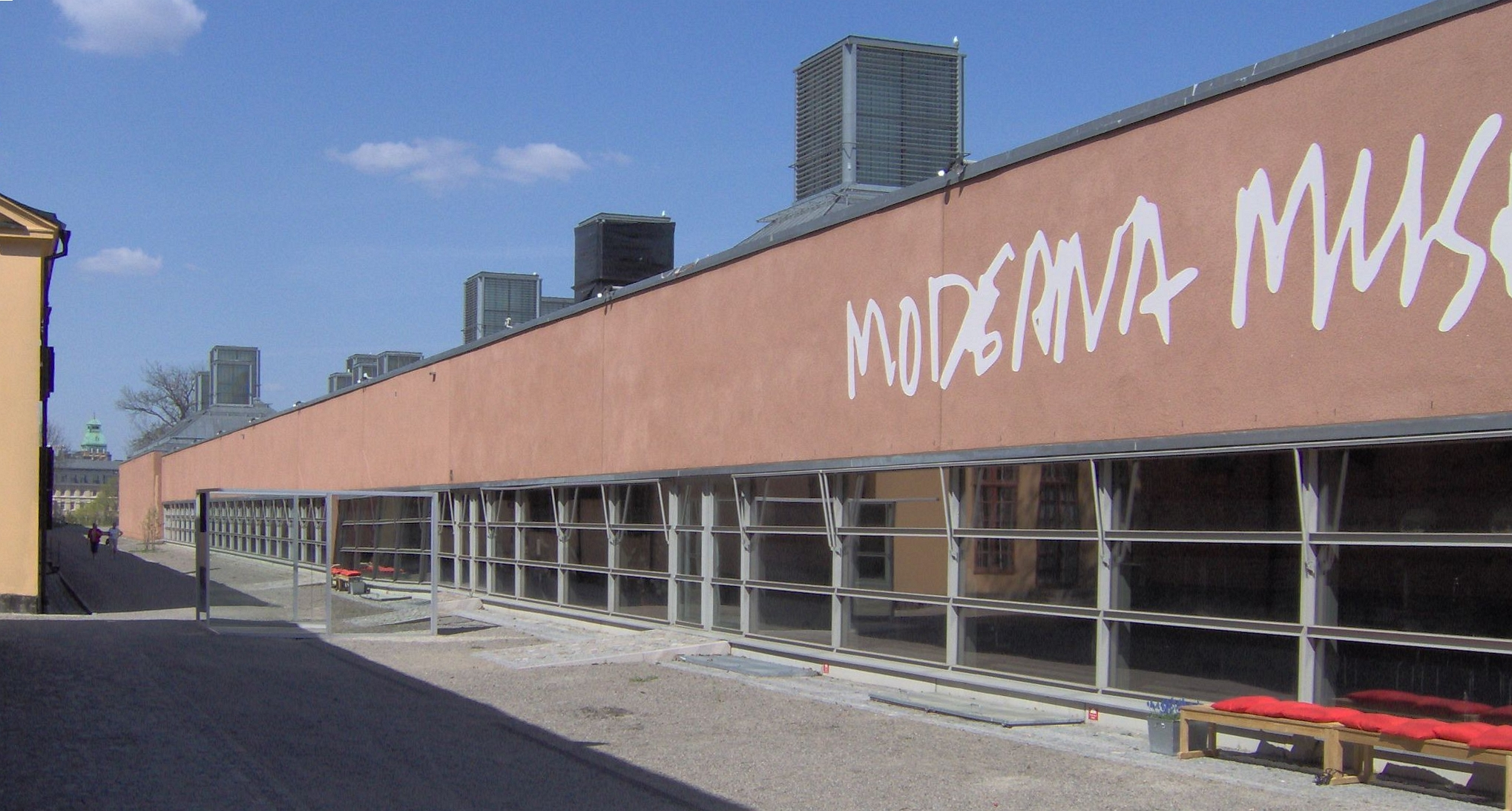
근대미술관

근대미술관(스웨덴어: Moderna Museet)은 스웨덴 스톡홀름에 있는 미술관이다.

## 역사
1958년에 20세기 미술을 위한 미술관으로 개관하였다. 첫번째 관장은 폰터스 휠텐이다. 1998년에는 스페인 건축가 라파엘 모네오에 의해 신축되었다. 그러나 그 건물에 결함이 발견되어, 2002년에 일단 폐관되었으며, 2004년에 다시 오픈했다.